# Ја сам ОК – ти си ОК
Ја сам ОК – ти си ОК (енгл. I'm OK – You're OK) је књига самопомоћи  психијатра и писца Томаса Ентонија Хариса (енгл. Thomas Anthony Harris) (1910-1995) објављен 1967. године. На српском језику књига је први пут објављена 1989. године.

## О аутору
Томас Ентони Харис је рођен у Тексасу 1910. године. Године 1938. је дипломирао на Медицинском факултету у Свеучилишту у Арканзасу. Специјализирао је психијатрију и неколико година био психијатар у морнарици након чега ради као предавач на истом факултету где је дипломирао. Неко време је радио при Министарству образовања у савезној држави Вашингтон. Умро је 1995. године у Сакраменту, у Калифорнији.

## О делу
Књига Ја сам ОК - Ти си Ок је једна од 50 кључних психолошких књига свих времена (50 Psychology Classics). Већ више од четрдесет година књига је хит, преведена на преко тридесет језика. Књига даје одговоре зашто нешто чинимо и како престајемо то да чинимо када желимо. Аутор на примерима из свакодневног живота доноси објашњење о четири животна става који одређују понашање људи.

### Четири животна става
- Ја нисам ОК - Ти си Ок (Став по коме су сви други бољи и успешнији од њега)
- Ја нисам Ок - Ти ниси Ок (Став очајања, став по коме ништа и нико не ваља па и он сам)
- Ја сам ОК - Ти ниси ОК (Став у коме нико не ваља, ништа не ваља сем мога и мене)
- Ја сам Ок - Ти си Ок (Став особе која и са собом и са другима живи у складу)[4][6]

Систем од четири става може да се примени на проблеме у браку, односу са децом, њиховом васпитању, на насиље, сукобе генерација, и многе друге.
Харис анализира појам трансакционе анализе (ТА) који се односи на то шта је то што ја желим. Говори о томе како свако од нас садржи Дете, Родитеља и Одраслог. У свему што радимо, мислимо, чинимо, потребно је препознати који је део нас одговоран за то - Дете, Родитељ или Одрасли.

### Родитељ - Дете - Одрасли
Родитељ у нама је све оно што смо чули и видели од својих родитеља у првих пет година живота. Укратко: Родитељ садржи живот којем је човек научен.
Дете у нама је сачињено углавном од емоција, када се побунимо, али и када смо и креативни, радознали, када имамо потребу за додиром и загрљајем. Укратко: Дете садржи живот какав је осетио, желео или о којем је маштао.
Одрасли у нама почиње да се развија од 10. месеца старости и настаје из наше способности кретања и схватања ствари. Одрасли се развија из сопствене свести и одликује га разумно расуђивање. Укратко: Одрасли садржи живот како га он сам схвата.